# Gabinete Morawiecki II
El Segundo Gabinete de Mateusz Morawiecki fue el gobierno de Polonia encabezado por el Primer Ministro Mateusz Morawiecki desde que prestó juramento ante el Presidente de la República de Polonia Andrzej Duda el 15 de noviembre de 2019 hasta el 27 de noviembre de 2023. El Primer Ministro pronunció una declaración ante el Sejm el 19 de noviembre de 2019 antes de obtener un voto de confianza con 237 de los 460 diputados que votaron afirmativamente.
El gobierno contó con el apoyo de la coalición Derecha Unida (ZP) formada por Ley y Justicia (PiS), Polonia Soberana (SP) y el Partido Republicano (PR), así como del grupo parlamentario de Asuntos Polacos (PS) y algunos diputados independientes. En mayo de 2021, el líder de Kukiz'15, Paweł Kukiz, y el líder de Ley y Justicia, Jarosław Kaczyński, firmaron un acuerdo de cooperación entre los dos partidos. A pesar de no ser parte de una coalición formal y no estar representado en el Consejo de Ministros, Kukiz'15 desde entonces ha apoyado al gobierno, especialmente en las votaciones importantes en el Sejm.
El gobierno experimentó una reorganización en octubre de 2020. El 25 de junio de 2021, el gobierno perdió su mayoría en el Sejm, cuando tres diputados (Zbigniew Girzyński, Arkadiusz Czartoryski y Małgorzata Janowska) abandonaron Ley y Justicia y establecieron un nuevo grupo parlamentario (Wybór Polska, literalmente 'Elección Polonia'). El 7 de julio siguiente, Czartoryski se unió al Partido Republicano, restaurando la mayoría del gobierno en la legislatura.
En agosto de 2021, el Sejm aprobó un controvertido proyecto de ley sobre la enmienda de la 'Ley de Radiodifusión y Cinematografía' a pesar de la oposición vocal de Acuerdo por la Democracia (PdD), un partido miembro de la Derecha Unida. El 11 de agosto, Jarosław Gowin, líder del partido, fue despedido del gobierno, lo que a su vez provocó que otros 13 diputados abandonaran la coalición gobernante. Debido a la crisis, el gobierno volvió a perder la mayoría en el Sejm. El controvertido proyecto de ley fue finalmente vetado por el presidente Andrzej Duda en diciembre de 2021.
En junio de 2022, Agnieszka Ścigaj, líder de Asuntos Polacos, fue nombrada ministra del gobierno. Gracias al apoyo de su grupo parlamentario, el gobierno ha recuperado su estatus formal de mayoría.
Tras las elecciones parlamentarias de 2023, este gobierno perdió su mayoría parlamentaria en el Sejm.

## Voto de confianza

### Voto de confianza del 19 de noviembre de 2019
| Cámara | Candidato          | Fecha                                                      | Voto |     |     |    |    |    | MNA. | Total   |
| ------ | ------------------ | ---------------------------------------------------------- | ---- | --- | --- | -- | -- | -- | ---- | ------- |
| Sejm   | Mateusz Morawiecki | 19 de noviembre de 2019 Mayoría simple requerida (228/460) | Sí   | 235 | 2   |    |    |    |      | 237/460 |
| Sejm   | Mateusz Morawiecki | 19 de noviembre de 2019 Mayoría simple requerida (228/460) | No   |     | 129 | 47 | 27 | 11 |      | 214/460 |
| Sejm   | Mateusz Morawiecki | 19 de noviembre de 2019 Mayoría simple requerida (228/460) | Abs. |     | 1   |    | 1  |    | 1    | 3/460   |
| Sejm   | Mateusz Morawiecki | 19 de noviembre de 2019 Mayoría simple requerida (228/460) | Aus. |     | 2   | 2  | 2  |    |      | 6/460   |

### Voto de confianza del 4 de junio de 2020
| Cámara | Candidato          | Fecha                                                 | Voto |     |     |    |    |   | MNA. | Total   |
| ------ | ------------------ | ----------------------------------------------------- | ---- | --- | --- | -- | -- | - | ---- | ------- |
| Sejm   | Mateusz Morawiecki | 4 de junio de 2020 Mayoría simple requerida (228/460) | Sí   | 235 |     |    |    |   |      | 235/460 |
| Sejm   | Mateusz Morawiecki | 4 de junio de 2020 Mayoría simple requerida (228/460) | No   |     | 134 | 48 | 28 | 9 |      | 219/460 |
| Sejm   | Mateusz Morawiecki | 4 de junio de 2020 Mayoría simple requerida (228/460) | Abs. |     |     | 1  |    |   | 1    | 2/460   |
| Sejm   | Mateusz Morawiecki | 4 de junio de 2020 Mayoría simple requerida (228/460) | Aus. |     |     |    | 2  | 2 |      | 4/460   |

## Gabinete Ministerial

### Presidente del Consejo de Ministros de la República de Polonia
| Fotografía | Presidente         | Período                 | Período                 | Partido | Partido |
| Fotografía | Presidente         | Inicio                  | Fin                     | Partido | Partido |
| ---------- | ------------------ | ----------------------- | ----------------------- | ------- | ------- |
|            | Mateusz Morawiecki | 11 de diciembre de 2017 | 27 de noviembre de 2023 |         | PiS     |

### Vicepresidentes del Consejo de Ministros de la República de Polonia
| Fotografía | Presidente         | Período                 | Período                 | Partido | Partido |
| Fotografía | Presidente         | Inicio                  | Fin                     | Partido | Partido |
| ---------- | ------------------ | ----------------------- | ----------------------- | ------- | ------- |
|            | Piotr Gliński      | 16 de noviembre de 2015 | 20 de junio de 2023     |         | PiS     |
|            | Jarosław Gowin     | 16 de noviembre de 2015 | 9 de abril de 2020      |         | AdP     |
|            | Jacek Sasin        | 4 de junio de 2019      | 20 de junio de 2023     |         | PiS     |
|            | Jadwiga Emilewicz  | 9 de abril de 2020      | 6 de octubre de 2020    |         | Ind     |
|            | Jarosław Gowin     | 6 de octubre de 2020    | 11 de agosto de 2021    |         | AdP     |
|            | Jarosław Kaczyński | 6 de octubre de 2020    | 19 de junio de 2022     |         | PiS     |
|            | Henryk Kowalczyk   | 26 de octubre de 2021   | 20 de junio de 2023     |         | PiS     |
|            | Mariusz Błaszczak  | 22 de junio de 2022     | 20 de junio de 2023     |         | PiS     |
|            | Jarosław Kaczyński | 21 de junio de 2023     | 27 de noviembre de 2023 |         | PiS     |

### Ministerios
| Ministerio                                | Fotografía | Titular                       | Período                 | Período                 | Partido | Partido | Ref    |
| Ministerio                                | Fotografía | Titular                       | Inicio                  | Fin                     | Partido | Partido | Ref    |
| ----------------------------------------- | ---------- | ----------------------------- | ----------------------- | ----------------------- | ------- | ------- | ------ |
| Agricultura y Desarrollo Rural            |            | Jan Krzysztof Ardanowski      | 20 de junio de 2018     | 6 de octubre de 2020    |         | PiS     |        |
| Agricultura y Desarrollo Rural            |            | Grzegorz Puda                 | 6 de octubre de 2020    | 26 de octubre de 2021   |         | PiS     |        |
| Agricultura y Desarrollo Rural            |            | Henryk Kowalczyk              | 26 de octubre de 2021   | 6 de abril de 2023      |         | PiS     |        |
| Agricultura y Desarrollo Rural            |            | Robert Telus                  | 6 de abril de 2023      | 27 de noviembre de 2023 |         | PiS     |        |
| Asuntos Europeos                          |            | Konrad Szymański              | 15 de noviembre de 2019 | 12 de octubre de 2022   |         | PiS     |        |
| Asuntos Europeos                          |            | Szymon Szynkowski vel Sęk     | 12 de octubre de 2022   | 27 de noviembre de 2023 |         | PiS     | [ 15 ] |
| Bienes del Estado                         |            | Jacek Sasin                   | 15 de octubre de 2019   | 27 de noviembre de 2023 |         | PiS     | [ 16 ] |
| Ciencia y Educación Superior              |            | Jarosław Gowin                | 16 de noviembre de 2015 | 9 de abril de 2020      |         | AdP     |        |
| Ciencia y Educación Superior              |            | Wojciech Murdzek              | 16 de abril de 2020     | 19 de octubre de 2020   |         | AdP     |        |
| Ciencia y Educación Superior              |            | Przemysław Czarnek            | 19 de octubre de 2020   | 1 de enero de 2021      |         | PiS     |        |
| Clima y Medio Ambiente                    |            | Michał Kurtyka                | 15 de octubre de 2019   | 26 de octubre de 2021   |         | Ind     |        |
| Clima y Medio Ambiente                    |            | Anna Moskwa                   | 26 de octubre de 2021   | 27 de noviembre de 2023 |         | Ind     | [ 17 ] |
| Comité de Beneficio Público               |            | Piotr Gliński                 | 8 de noviembre de 2017  | 27 de noviembre de 2023 |         | PiS     | [ 17 ] |
| Cultura y Patrimonio Nacional             |            | Piotr Gliński                 | 16 de noviembre de 2015 | 27 de noviembre de 2023 |         | PiS     | [ 17 ] |
| Defensa Nacional                          |            | Mariusz Błaszczak             | 9 de enero de 2018      | Al Próximo Gobierno     |         | PiS     | [ 18 ] |
| Desarrollo, Trabajo y Tecnología          |            | Jadwiga Emilewicz             | 15 de noviembre de 2019 | 6 de octubre de 2020    |         | Ind     |        |
| Desarrollo, Trabajo y Tecnología          |            | Jarosław Gowin                | 6 de octubre de 2020    | 11 de agosto de 2021    |         | AdP     |        |
| Desarrollo, Trabajo y Tecnología          |            | Piotr Nowak                   | 26 de octubre de 2021   | 7 de abril de 2022      |         | Ind     |        |
| Desarrollo, Trabajo y Tecnología          |            | Waldemar Buda                 | 8 de abril de 2022      | 27 de noviembre de 2023 |         | PiS     | [ 19 ] |
| Deporte y Turismo                         |            | Mateusz Morawiecki            | 15 de noviembre de 2019 | 5 de diciembre de 2019  |         | PiS     |        |
| Deporte y Turismo                         |            | Danuta Dmowska                | 5 de diciembre de 2019  | 6 de octubre de 2020    |         | Ind     |        |
| Deporte y Turismo                         |            | Piotr Gliński                 | 6 de octubre de 2020    | 26 de octubre de 2021   |         | PiS     | [ 17 ] |
| Deporte y Turismo                         |            | Kamil Bortniczuk              | 26 de octubre de 2021   | 27 de noviembre de 2023 |         |         | [ 17 ] |
| Digitalización                            |            | Marek Zagórski                | 17 de abril de 2018     | 6 de octubre de 2020    |         | PiS     |        |
| Digitalización                            |            | Mateusz Morawiecki            | 6 de octubre de 2020    | 6 de abril de 2023      |         | PiS     |        |
| Digitalización                            |            | Janusz Cieszyński             | 6 de abril de 2023      | 27 de noviembre de 2023 |         | PiS     |        |
| Economía Marina y Navegación Interior     |            | Marek Gróbarczyk              | 16 de noviembre de 2015 | 6 de octubre de 2020    |         | PiS     |        |
| Educación y Ciencia                       |            | Dariusz Piontkowski           | 4 de junio de 2019      | 19 de octubre de 2020   |         | PiS     |        |
| Educación y Ciencia                       |            | Przemysław Czarnek            | 19 de octubre de 2020   | 27 de noviembre de 2023 |         | PiS     | [ 20 ] |
| Familia y Política Social                 |            | Marlena Maląg                 | 15 de noviembre de 2019 | 27 de noviembre de 2023 |         | Ind     | [ 21 ] |
| Finanzas                                  |            | Tadeusz Kościński             | 15 de noviembre de 2019 | 9 de febrero de 2022    |         | Ind     |        |
| Finanzas                                  |            | Mateusz Morawiecki            | 9 de febrero de 2022    | 26 de abril de 2022     |         | PiS     |        |
| Finanzas                                  |            | Magdalena Rzeczkowska         | 26 de abril de 2022     | 27 de noviembre de 2023 |         | Ind     | [ 22 ] |
| Fondos y Política Regional                |            | Małgorzata Jarosińska-Jedynak | 15 de noviembre de 2019 | 6 de octubre de 2020    |         | Ind     |        |
| Fondos y Política Regional                |            | Tadeusz Kościński             | 6 de octubre de 2020    | 26 de octubre de 2021   |         | Ind     |        |
| Fondos y Política Regional                |            | Grzegorz Puda                 | 26 de octubre de 2021   | 27 de noviembre de 2023 |         | PiS     | [ 17 ] |
| Infraestructura                           |            | Andrzej Adamczyk              | 16 de noviembre de 2015 | 27 de noviembre de 2023 |         | PiS     | [ 18 ] |
| Interior y Administración                 |            | Mariusz Kamiński              | 14 de agosto de 2019    | 27 de noviembre de 2023 |         | PiS     | [ 18 ] |
| Justicia                                  |            | Zbigniew Ziobro               | 16 de noviembre de 2015 | 27 de noviembre de 2023 |         |         | [ 18 ] |
| Medio Ambiente                            |            | Michał Woś                    | 5 de marzo de 2020      | 6 de octubre de 2020    |         |         |        |
| Relaciones Exteriores                     |            | Jacek Czaputowicz             | 9 de enero de 2018      | 26 de agosto de 2020    |         | Ind     |        |
| Relaciones Exteriores                     |            | Zbigniew Rau                  | 26 de agosto de 2020    | 27 de noviembre de 2023 |         | Ind     | [ 23 ] |
| Salud                                     |            | Łukasz Szumowski              | 9 de enero de 2018      | 20 de agosto de 2020    |         | Ind     |        |
| Salud                                     |            | Adam Niedzielski              | 26 de agosto de 2020    | 10 de agosto de 2023    |         | Ind     | [ 24 ] |
| Salud                                     |            | Katarzyna Sójka               | 10 de agosto de 2023    | 27 de noviembre de 2023 |         | PiS     |        |
| Otros Puestos en el Gabinete              |            |                               |                         |                         |         |         |        |
| Ministro-miembro del Consejo de Ministros |            | Konrad Szymański              | 15 de noviembre de 2019 | 4 de marzo de 2020      |         | PiS     |        |
| Ministro-miembro del Consejo de Ministros |            | Michał Woś                    | 15 de noviembre de 2019 | 4 de marzo de 2020      |         |         |        |
| Ministro-miembro del Consejo de Ministros |            | Michał Cieślak                | 6 de octubre de 2020    | 15 de junio de 2022     |         |         |        |
| Ministro-miembro del Consejo de Ministros |            | Mariusz Kamiński              | 16 de octubre de 2015   | 27 de noviembre de 2023 |         | PiS     |        |
| Ministro-miembro del Consejo de Ministros |            | Łukasz Schreiber              | 15 de octubre de 2019   | 27 de noviembre de 2023 |         | PiS     |        |
| Ministro-miembro del Consejo de Ministros |            | Michał Dworczyk               | 4 de junio de 2019      | 27 de noviembre de 2023 |         | PiS     |        |
| Ministro-miembro del Consejo de Ministros |            | Michał Wójcik                 | 6 de octubre de 2020    | 27 de noviembre de 2023 |         |         |        |
| Ministro-miembro del Consejo de Ministros |            | Włodzimierz Tomaszewski       | 17 de junio de 2022     | 27 de noviembre de 2023 |         |         | [ 25 ] |
| Ministro-miembro del Consejo de Ministros |            | Zbigniew Hoffmann             | 22 de junio de 2022     | 27 de noviembre de 2023 |         | PiS     | [ 26 ] |
| Ministra-miembro del Consejo de Ministros |            | Agnieszka Ścigaj              | 22 de junio de 2022     | 27 de noviembre de 2023 |         | PS      | [ 27 ] |